# Санам-Оол, Сурэн Каримович
Сурэн Каримович Санам-Оол (род. 25 августа 1994) — российский самбист, бронзовый призёр чемпионата России 2016 года, призёр всероссийских турниров, мастер спорта России. Наставником Санам-Оола является В. О. Саградян. Выступал в лёгкой весовой категории (до 62 кг).

## Спортивные результаты
- Всероссийский турнир памяти Заслуженного тренера России А. М. Астахова 2015 года — [1];
- Первенство России по самбо среди юниоров 2016 года — 16 место[2];
- Чемпионат России по самбо 2016 года — .